# 西坎德拉拉奥
西坎德拉拉奥（Sikandra Rao），是印度北方邦Hathras县的一个城镇。总人口38485（2001年）。

## 人口
该地2001年总人口38485人，其中男性20196人，女性18289人；0—6岁人口6611人，其中男3507人，女3104人；识字率45.75%，其中男性为53.28%，女性为37.42%。